# Diagram Jabłońskiego
Diagram Jabłońskiego – schematyczne przedstawienie zjawisk luminescencyjnych. Stanowi uproszczony obraz względnego rozmieszczenia poziomów energii elektronowej cząsteczki. Diagram ten został opracowany przez polskiego fizyka Aleksandra Jabłońskiego i opublikowany w 1933 roku w czasopiśmie Nature. 
Diagram Jabłońskiego ilustruje wewnątrzcząsteczkowe procesy redystrybucji i dyssypacji energii wzbudzenia cząsteczki chemicznej następujące po absorpcji fotonu i prowadzące do emisji, tj. fluorescencji lub fosforescencji. Współczesna wersja diagramu różni się od oryginalnej liczbą przedstawionych szczegółowych procesów oraz używaną terminologią, jednak zasadnicza idea pozostała niezmieniona.

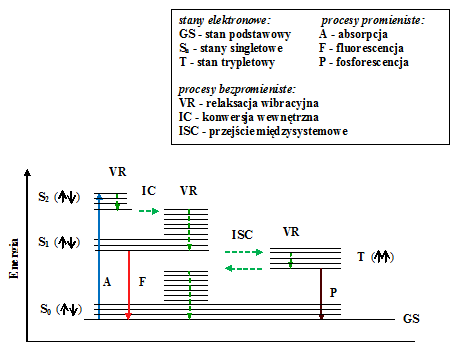
Współczesna wersja diagramu Jabłońskiego

Sekwencja zdarzeń opisana diagramem Jabłońskiego jest następująca: Absorpcja fotonu (A) powoduje wzbudzenie elektronowe cząsteczki z singletowego stanu podstawowego S0 (GS – ang. ground state) do jednego z singletowych stanów wzbudzonych (tutaj S2). Absorpcja fotonu prowadzi zazwyczaj również do wzbudzenia wibracyjnego danego wzbudzonego stanu elektronowego. Następnym procesem jest bardzo szybka, pikosekundowa relaksacja wibracyjna (VR – ang. vibrational relaxation) do podstawowego stanu wibracyjnego wzbudzonego stanu elektronowego. W procesie tym nadmiar energii przekazywany jest do otoczenia pod postacią ciepła (np. zwiększając energię kinetyczną cząsteczek rozpuszczalnika).
Kolejnym procesem, również bardzo szybkim, jest bezpromienista konwersja wewnętrzna (IC – ang. internal conversion), podczas której brak jest absorpcji lub emisji fotonu. Ten izoenergetyczny (nie zmieniający energii) proces powoduje przejście cząsteczki z podstawowego stanu wibracyjnego wzbudzonego elektronowego stanu singletowego S2 do wzbudzonego wibracyjnie wzbudzonego elektronowego stanu S1. Relaksacja wibracyjna pozwala cząsteczce na pozbycie się nadmiaru energii wibracyjnej, co sprowadza ją do podstawowego poziomu wibracyjnego wzbudzonego elektronowo stanu S1.
Cząsteczka wzbudzona elektronowo może przejść bezpośrednio ze stanu S1 do elektronowego stanu podstawowego S0 z jednoczesną emisją fotonu o energii będącej różnicą energii pomiędzy obu stanami – jest to proces fluorescencji „F”. Fluorescencja jest zjawiskiem stosunkowo szybkim (nanosekundowym) gdyż jest dozwolona przez kwantową regułę wyboru stanowiącą, że procesy zachowujące całkowity spin cząsteczki (np. przejście pomiędzy dwoma elektronowymi stanami singletowymi) są procesami zachodzącymi z dużym prawdopodobieństwem (dużymi stałymi szybkości), podczas gdy procesy zachodzące ze zmianą tego momentu (czyli multipletowości) są wzbronione (prawdopodobieństwo ich zajścia jest bardzo małe). W pewnych sytuacjach (np. efekt ciężkiego atomu) może nastąpić zwiększenie prawdopodobieństwa zajścia procesu zwanego przejściem międzysystemowym lub interkombinacyjnym (ISC – ang. intersystem crossing), który jest zabroniony przez powyższą regułę wyboru. ISC jest izoenergetycznym przejściem ze stanu singletowego S1 do stanu trypletowego T1. 
Po przejściu międzysystemowym do stanu T1, podobnie jak w poprzednich sytuacjach, cząsteczka szybko traci nadmiar energii wibracyjnej (VR) w ramach stanu trypletowego T1 osiągając podstawowy poziom wibracyjny. Powrót cząsteczki do elektronowego stanu podstawowego S0 następuje w procesie fosforescencji (P – ang. phosphorescence), w którym emitowany jest foton o energii mniejszej (większa długość fali) od fotonu emitowanego w procesie fluorescencji. Ponieważ fosforescencja zachodzi pomiędzy stanami o różnej multipletowości, jest ona procesem wolniejszym (mikrosekundy) od fluorescencji, co w praktyce oznacza dłuższą poświatę. Może nastąpić również bezpromienista dezaktywacja – poprzez przejście międzysystemowe ze stanu T1 do elektronowego stanu podstawowego S0 i szybkiej bezpromienistej utracie nadmiaru energii poprzez relaksację wibracyjną VR.